# Адамс, Джейн (актриса, 1918)
Джейн Адамс (англ. Jane Adams), имя при рождении Бетти Джейн Бирс (англ. Betty Jane Bierce; 7 августа 1918 года — 21 мая 2014 года) — американская актриса радио, кино и телевидения 1940—1950-х годов. В титрах фильмов иногда фигурировала как Пони Адамс (англ.  Poni Adams).
В период с 1945 по 1951 год Адамс сыграла в 25 фильмах, среди которых фильм ужасов «Дом Дракулы» (1945), криминальная комедия «Обход» (1946), а также фильмы нуар «Леди в поезде» (1945), «Как по маслу» (1946) и «Он бродил по ночам» (1948). Кроме того, она сыграла главные женские роли в малобюджетных приключенческих киносериалах «Потерянный город в джунглях» (1946) и «Бэтмен и Робин» (1949), а также в вестернах «Беззаконная порода» (1946), «Западные ренегаты» (1949), «Девушка из Сан-Лоренцо» (1950), «Закон Пэнхэндла» (1950) и «Преступное золото» (1950).

## Ранние годы и начало карьеры
Джейн Адамс родилась 7 августа 1918 года в Сан-Антонио, Техас, США, её имя при рождении - Бетти Джейн Бирс. В двухлетнем возрасте вместе с родителями и сестрой Хелен она переехала в Калифорнию.
Джейн имела хорошие задатки, чтобы стать музыкантом, однако осенью 1943 года она отказалась от полной стипендии для обучения игре на скрипке в Джульярдской школе, чтобы поступить в Театр Пасадены, где собиралась обучаться актёрскому мастерству. Четыре года, проведённые в этом театре Адамс вспоминала следующим образом: «О, это было здорово! У нас было три сцены: основная сцена, лабораторная сцена и театр на гастролях. Мы начали с того, что прошли весь путь до современной драмы. Мы всё делали, всё читали, весь день занимались фехтованием, дизайном костюма, историей театра — всем. Так что там я получила своё театральное образование».
Благодаря своей красоте Джейн получила работу модели в престижном агентстве Гарри Коновера в Нью-Йорке, где проработала шесть месяцев. Как она вспоминает, она сделала в агентстве «четыре или пять обложек журналов», а также «фотографию на всю страницу для журнала Esquire». Именно Коновер дал ей прозвище «Пони», которое закрепилось за ней на всю карьеру.
Адамс снялась в нескольких рекламных короткометражных фильмах для Dr. Pepper в Нью-Йорке, и компания была так довольна, что отправила ее в Голливуд в качестве ведущей своей новой радиоигры «Дартс за деньги» (англ. Darts for Dough). Там она также получила небольшие роди в радиосериалах «Радио-театр „Люкс“» и «Свистун».

## Карьера в кино и на телевидении в 1945—1953 годы
В 1944 году продюсер Уолтер Вангер, увидев фото Адамс в журнале «Эсквайр», пригласил её на студию Universal Pictures, чтобы попробовать на главную роль классической танцовщицы в мелодраме «Саломея, где она танцевала» (1945), действие которой происходит в Вене и в США вскоре после окончания Гражданской войны. В итоге главную роль получила Ивонн де Карло, а Адамс дебютировала в роли одной из семи «девушек Саломеи». Как пишет историк кино Грегори Манк, «позже этот фильм стал скорее внутренней шуткой для большинства актёров, кто работал над ним, как один из худших фильмов, когда-либо созданных Universal, но Джейн благодарна ему». Как говорила актриса, «для съёмок в фильме пригласили нескольких новых девушек, но всех их отставили, кроме Ивонн и меня. Я твердо знаю, что мне помогли четыре года в Театре Пасадины; они знали, что благодаря моему обучению они могли дать мне любой сценарий».
В 1945 году на студии Universal приступили к съёмкам фильма ужасов «Дом Дракулы». В этом фильме были заняты многие звёзды жанра хоррор: Лон Чейни — в роли Человека-волка, Джон Кэррадайн — в роли Дракулы, и Гленн Стрейндж в роли Монстра. Роль доктора Эдельмана взял на себя Онслоу Стивенс, а Адамс досталась главная женская роль роль Нины, преданной, уродливой медсестры Эдельмана. В рекламе фильма студия подавала героиню Адамс как одну из «отвратительных достопримечательностей». Тем не менее, как пишет Манк, «в роли Нины — уродливой, обречённой медсестры работающего над чудом учёного — эта красивая брюнетка придала своему персонажу такое обаяние, искренность, мягкость и достоинство, что в результате „монстерское зрелище“ приобрело подлинную глубину». Как далее пишет критик, Адамс «сыграла самоотверженную Нину с пафосом, и сцена её смерти — когда её душит сумасшедший, подобный Джекилу-Хайду Эдельман, которым она восхищалась и так сильно любила — придаёт фильму истинное чувство трагедии». По мнению кинокритика Ханса Воллстейна, «изуродованная и самоотверженная медсестра (в исполнении Адамс) дала сенсационному хоррор-опусу единственного подлинного персонажа». Как позднее говорила Адамс, «Дом Дракулы» «вероятно, мой любимый фильм».
В 1945 году она также сыграла небольшую роль фотографа в фильме нуар с Динной Дурбин «Леди в поезде» (1945), а также главные женские роли в малобюджетных вестернах с Кирби Грантом «Кодекс беззакония» (1945) и «Путь к отмщению» (1945).
В своём очередном фильме ужасов «Жестокий человек» (1946) Адамс сыграла слепую пианистку, которой пытается помочь влюблённый в неё психически больной изуродованный мужчина (Рондо Хаттон), убивающий тех, кто его изуродовал. Как пишет Воллстейн, «этот малобюджетный фильм оказался настолько неудачным, что Universal в итоге продала ее компании бедного ряда Producers Releasing Corporation». Актриса также сыграла главную женскую роль в приключенческом киносериале Universal «Потерянный город в джунглях» (1946), «удостоившись чести быть последней женщиной, которой угрожал постоянный экранный злодей Лайонел Этвилл в своей последней экранной работе». В том же году на Universal у неё были главные женские роли ещё в трёх вестернах с Кирби Грантом, а также роль сестры главной героини (Вирджиния Грей) в фильме нуар «Как по маслу» (1946) и небольшая роль в детективной комедии «Обход» (1946) с Эллой Рейнс и Родом Камероном.
После небольшой роли медсестры в фильме нуар «Он бродил по ночам» (1948) Адамс в следующий раз появилась на большом экране в 1949 году в приключенческом киносериале студии Columbia Pictures «Бэтмен и Робин» (1949). В этом сериале она сыграла главную женскую роль журналистки Викки Вэйл, к которой проявляет романтический интерес Брюс Уэйн. Кроме того, она исполнила главные женские роли в хоррор-комедии с Парнями из Бауэри «Главные мозги» (1949), а также в двух малобюджетных вестернах — «Оружие. Закон. Справедливость» (1949) и «Западные ренегаты» (1949) с Джонни Мэк Брауном. Год спустя у Адамс были главные роли ещё в двух вестернах Мак Брауна — «Закон Пэнхендла» (1950) и «Преступное золото» (1950), а также в вестерне «Девушка из Сан-Лоренцо» (1950). В 1951 году небольшой ролью секретарши в криминальной мелодраме «Уличные бандиты»(1951) Адамс завершила свою кинокарьеру.
В 1950—1953 годах Адамс сыграла гостевые роли в эпизодах пяти различных сериалов, последним из которых стал «Приключения Супермена» (1953).

## Актёрское амплуа и оценка творчества
Джейн Адамс была миниатюрной (рост 160 см) американской актрисой, которая играла преимущественно роли второго плана в более крупных фильмах студии Universal Pictures, и главные женские роли в малобюджетных вестернах, приключенческих фильмах и фильмах ужасов. Более всего она известна по роли сочувствующей горбатой медсестры в фильме «Дом Дракулы» (1945), а также по роли журналистки Викки Вэйл в приключенческом киносериале «Бэтмен и Робин» (1949).

## Личная жизнь
Адамс была замужем дважды. В июле 1940 года Адамс вышла замуж за выпускника Военно-морской академии в Анаполисе, лётчика ВМС США Джона Кастера Харольда Смита (англ. John Custer Harold Smith). Во время Второй мировой войны Смит погиб во время своего первого боевого вылета 15 сентября 1943 года.
В июле 1945 года Адамс вышла замуж за будущего генерал-майора Томаса Тёрнэйджа (англ. Thomas Turnage). В 1955 году у них родилась дочь Андреа Джин, а в 1956 году — сын Роберт М.. Тернэйдж был удостоен многих боевых наград, в том числе, медали «За выдающуюся службу» и Бронзовой звезды. В 1980-е годы он был руководителем Администрации ветеранов при президенте Рональде Рейгане. В 1990-е годы пара жила на шикарном Ранчо Мираж в Калифорнии. В 2000 году Тёрнэйдж умер.

## Смерть
Джейн Адамс умерла 21 мая 2014 года в Беллингхеме, Вашингтон, США, в возрасте 95 лет, причины её смерти не разглашались. Она похоронена на Арлингтонском кладбище рядом с мужем под именем Бетти Джей Тёрнэйдж (англ. Betty J. Turnage).

## Фильмография
| Год       |     | Русское название                | Оригинальное название          | Роль                                                   |
| --------- | --- | ------------------------------- | ------------------------------ | ------------------------------------------------------ |
| 1942      | кор | Так ты хочешь бросить курить    | So You Want to Give Up Smoking | курящая (в титрах не указана)                          |
| 1945      | ф   | Дом Дракулы                     | House of Dracula               | Нина                                                   |
| 1945      | ф   | Саломея, которую она танцевала  | Salome Where She Danced        | девушка Саломея (в титрах Пони Адамс)                  |
| 1945      | ф   | Тропа к мести                   | Trail to Vengeance             | Дороти Джексон (в титрах Пони Адамс)                   |
| 1945      | ф   | Кодекс беззакония               | Code of the Lawless            | Джули Рэндалл (в титрах Пони Адамс)                    |
| 1945      | ф   | Леди в поезде                   | Lady on a Train                | фотограф в цирковом клубе (в титрах не указана)        |
| 1945      | ф   | Эта любовь — наша               | This Love of Ours              | хористка (в титрах не указана)                         |
| 1946      | ф   | Грубый мужчина                  | The Brute Man                  | Хелен Пейдж                                            |
| 1946      | ф   | Кодекс стрелка                  | Gunman's Code                  | Лора Бёртон                                            |
| 1946      | ф   | Потерянный город в джунглях     | Lost City of the Jungle        | Марджори Элмор                                         |
| 1946      | ф   | Облава на конокрадов            | Rustlers Round-Up              | Джозефин Фримонт                                       |
| 1946      | ф   | Как по маслу                    | Smooth as Silk                 | Сьюзен Марлоу                                          |
| 1946      | ф   | Беззаконная порода              | Lawless Breed                  | Марджори «Мэгги» Брэдли                                |
| 1946      | ф   | Ночь в раю                      | Night in Paradise              | Лотус (в титрах не указана)                            |
| 1946      | ф   | Обход                           | The Runaround                  | мисс Уэбстер (в титрах не указана)                     |
| 1948      | ф   | Он бродил по ночам              | He Walked by Night             | медсестра Скэнион (в титрах не указана)                |
| 1949      | ф   | Бэтмен и Робин                  | Batman and Robin               | Викки Вэйл (киносериал)                                |
| 1949      | ф   | Оружие. Закон. Справедливость   | Gun Law Justice                | Джейн Дарнтон                                          |
| 1949      | ф   | Главные мозги                   | Master Minds                   | Нэнси Марлоу                                           |
| 1949      | ф   | Западные ренегаты               | Western Renegades              | Джуди Гордон                                           |
| 1949      | ф   | Переодетые ангелы               | Angels in Disguise             | первая красивая медсестра (в титрах не указана)        |
| 1949      | ф   | Волшебный фонтан Тарзана        | Tarzan's Magic Fountain        | местная девушка в горной деревне (в титрах не указана) |
| 1950      | ф   | Девушка из Сан-Лоренцо          | The Girl from San Lorenzo      | Нора Маллой                                            |
| 1950      | ф   | Закон Пэнхендла                 | Law of the Panhandle           | Марджи Кендал                                          |
| 1950      | ф   | Бандитское золото               | Outlaw Gold                    | Кэти Мартин                                            |
| 1950      | с   | Опасное задание                 | Dangerous Assignment           | Мария Дельгада (1 эпизод)                              |
| 1950      | с   | Сиско Кид                       | The Cisco Kid                  | мисс Харли (1 эпизод)                                  |
| 1951      | ф   | Уличные бандиты                 | Street Bandits                 | Джейн Филлипс, секретарь                               |
| 1951      | с   | Приключения Дикого Билла Хикока | Adventures of Wild Bill Hickok | Пегги (1 эпизод)                                       |
| 1951—1952 | с   | Приключения Кита Карсона        | The Adventures of Kit Carson   | разные роли (2 эпизода)                                |
| 1953      | ф   | Тайна Аутлоу-Флэтс              | Secret of Outlaw Flats         | Пегги (хроника)                                        |
| 1953      | с   | Приключения Супермена           | Adventures of Superman         | Бабет Дюлок (1 эпизод)                                 |